# Chanteloup (Deux-Sèvres)
Chanteloup ist eine französische Gemeinde im Département Deux-Sèvres in der Region Nouvelle-Aquitaine. Sie hat 982 Einwohner (Stand: 1. Januar 2022) und gehört zum Arrondissement Bressuire sowie zum Kanton Cerizay. Die Einwohner werden Chanteloupais und Chanteloupaises genannt.

## Geographie
Chanteloup liegt etwa acht Kilometer südsüdwestlich des Stadtzentrums von Bressuire. Umgeben wird Chanteloup von den Nachbargemeinden Bressuire im Norden, Boismé im Osten, La Chapelle-Saint-Laurent im Osten und Südosten, Pugny im Süden, Moncoutant im Südwesten und Westen sowie Courlay im Westen und Nordwesten.

## Bevölkerungsentwicklung

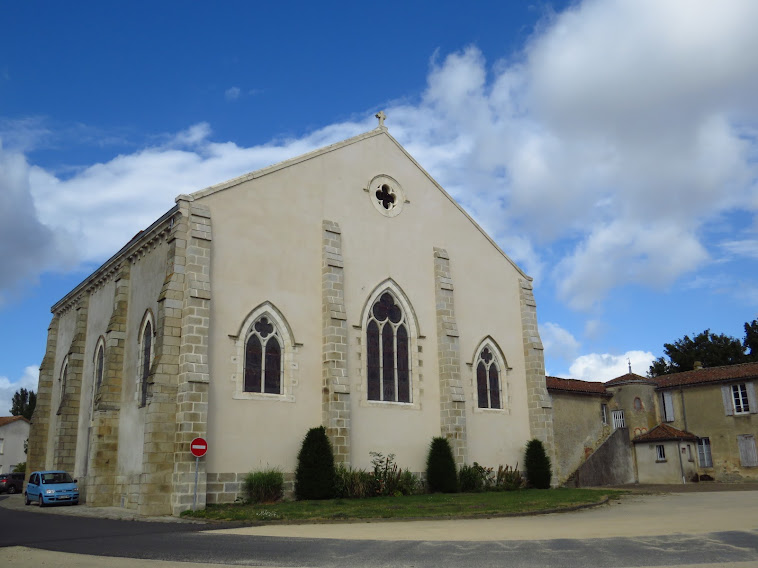
Kirche Saint-Léger

| Jahr      | 1962 | 1968 | 1975 | 1982 | 1990 | 1999 | 2006 | 2019 |
| Einwohner | 944  | 868  | 815  | 853  | 910  | 898  | 964  | 1012 |